# Shafi Hadi
Shafi Hadi (* 21. September 1929 in Philadelphia als Curtis Porter) ist ein ehemaliger amerikanischer Jazzsaxophonist (Alt- und Tenorsaxophon). Er ist vor allem durch seine Mitarbeit in den 1950er-Jahre-Bands von Charles Mingus in Erinnerung geblieben.

## Leben und Wirken
Hadi studierte Komposition an der Howard University und der University of Detroit.
Der Alt- und Tenorsaxophonist spielte zunächst mit Paul Williams, den Griffin Brothers und anderen an Rhythm and Blues orientierten Orchestern. Im März 1957 begann die Zusammenarbeit mit Charles Mingus: Dieser spielte mit seinem Quintett die Platte The Clown ein, mit der er seinen Durchbruch in die erste Reihe der Jazzprominenz schaffte. An der Session waren auch Jimmy Knepper, Wade Legge und Mingus’ langjähriger Schlagzeuger Dannie Richmond beteiligt. Ein Vierteljahr später folgte die Einspielung von Tijuana Moods, eine der gelungensten Platten des Bassisten. Am bekanntesten sollte der Titel „Ysabels Table Dance“ werden. An der danach stattfindenden „East Coasting“-Session (1957) war auch der Pianist Bill Evans beteiligt. Im September fanden die letzten Aufnahmen für Mingus’ eigenes Label Debut Records statt. Nach den Aufnahmen für A Modern Jazz Symposium of Music and Poetry spielte Hadi noch bei Mingus’ Columbia-Album Mingus Ah Um mit. Danach endete Hadis Engagement bei Charles Mingus.
Shafi Hadi spielte ferner bei Hank Mobley (1957), Horace Parlan und Langston Hughes (mit Charles Mingus 1958). Zu hören ist er als Solist in dem Film Shadows von John Cassavetes aus dem Jahr 1959, an dem auch Mingus beteiligt war.  Im Bereich des Jazz war er laut Tom Lord zwischen 1951 und 1959 an 16 Aufnahmesessions beteiligt. 1967 hat er mit Mary Lou Williams das Stück „Shafi“ komponiert; danach verlieren sich seine Spuren.

## Diskographische Hinweise
Schallplatten mit Charles Mingus:
- 1957: The Clown (Atlantic Records 1260)
- 1957: Tijuana Moods (RCA Records LPM 2533)
- 1957: East Coasting (Bethlehem Records BCP 6019)
- 1957: A Modern Jazz Symposium of Music and Poetry (Bethlehem 6015 / Charly 19)
- 1959: Mingus Ah Um (Columbia Records CS 8171)
- 1965: Tonight at Noon (Atlantic, Aufnahmen von 1957)
- 1990: The Complete Debut Recordings 1951–1958, 12-CD Box
CD 12: Charles Mingus mit dem Shafi Hadi Sextet, September 1957

## Lexikalischer Eintrag
- Richard Cook, Brian Morton: The Penguin Guide to Jazz on CD. 6. Auflage. Penguin, London 2002, ISBN 0-14-051521-6.
- Liner Notes zu: Charles Mingus: The Complete Debut Recordings 1951–1958 (OJC)
- Horst Weber & Gerd Filtgen: Charles Mingus – Sein Leben, seine Musik, seine Schallplatten. Gauting-Buchendorf, Oreos Verlag (Collection Jazz), ca. 1985